# Svyazhinita
La svyazhinita és un mineral de la classe dels sulfats, que pertany al grup de l'aubertita. Rep el seu nom de Nikolai Vasil'evich Svyazhin (1927-1967), mineralogista rus de l'Institut de Mineria dels Urals, a Rússia.

## Característiques
La svyazhinita és un sulfat de fórmula química MgAl(SO₄)₂F·14H₂O. Va ser aprovada com a espècie vàlida per l'Associació Mineralògica Internacional l'any 1983. Cristal·litza en el sistema triclínic. La seva duresa a l'escala de Mohs es troba entre 2 i 3.
Segons la classificació de Nickel-Strunz, la svyazhinita pertany a «07.DB: Sulfats (selenats, etc.) amb anions addicionals, amb H₂O, amb cations de mida mitjana només; octaedres aïllats i unitats finites» juntament amb els següents minerals: aubertita, magnesioaubertita, khademita, rostita, jurbanita, minasragrita, ortominasragrita, anortominasragrita, bobjonesita, amarantita, hohmannita, metahohmannita, aluminocopiapita, calciocopiapita, copiapita, cuprocopiapita, ferricopiapita, magnesiocopiapita i zincocopiapita.

## Formació i jaciments
Va ser descoberta a la reserva de Chernaya Rechka, a Miass, en plena Reserva Natural d'Ílmen, a l'óblast de Txeliàbinsk (Districte Federal dels Urals, Rússia). Es tracta de l'únic indret on ha estat trobada aquesta espècie mineral.